# Xã Buffalo, Quận Noble, Ohio
Xã Buffalo (tiếng Anh: Buffalo Township) là một xã thuộc quận Noble, tiểu bang Ohio, Hoa Kỳ. Năm 2010, dân số của xã này là 815 người.